# Maciej Grześkowiak
Maciej Grześkowiak (ur. w październiku 1967) – polski dziennikarz, producent telewizyjny i menedżer. Od maja do lipca 2007 był szefem komitetu organizacyjnego Euro 2012. W październiku 2007 został doradcą prezydenta Bydgoszczy, a w grudniu tego samego roku zastępcą prezydenta. Był nim do listopada 2010.

## Życiorys
Maciej Grześkowiak jest absolwentem Wyższej Szkoły Pedagogicznej w Bydgoszczy na kierunku polonistyka i anglistyka. Dziennikarskie umiejętności zdobywał między innymi na szkoleniach w Baltic Media Centre (Bornholm), European Jurnalism Centre (Maastricht) i warsztatach Circom Regional (Poczdam).
W 1994 rozpoczął pracę w bydgoskim oddziale Telewizji Polskiej. W 1999 został szefem redakcji informacji. Redagował wydania programów informacyjnych, był autorem i wydawcą regionalnych wieczorów wyborczych w 1997, 2001 i 2002, a także redaktorem odpowiedzialnym za obsługę wizyty Jana Pawła II w Bydgoszczy i Toruniu (7 czerwca 1999). Produkował także programy publicystyczne.
Realizował także transmisje sportowe dla TVP1 oraz TVP3. Jako producent i koordynator pracował w ekipie TVP na igrzyskach olimpijskich w Sydney 2000 i Sait Lake City 2002.
Uczestniczył w pracach komitetów organizacyjnych najważniejszych międzynarodowych zawodów lekkoatletycznych rozgrywanych w Polsce.
Od grudnia 2005 był dyrektorem bydgoskiego oddziału TVP. W czerwcu 2007, w połowie swej kadencji, zwolniony z tej funkcji przez Zarząd TVP SA.
Od 14 maja 2007 do 24 lipca 2007, po powołaniu przez ministra T. Lipca był szefem komitetu organizacyjnego Euro 2012, z której to funkcji został zwolniony pierwszą decyzją nowo powołanej minister sportu Elżbiety Jakubiak.
Od 1 października 2007 był doradcą Prezydenta Bydgoszczy Konstantego Dombrowicza, odpowiedzialnym za koordynację działań związanych z kulturą, promocją, sportem i mediami.
Od 4 grudnia 2007 do listopada 2010 pełnił funkcję Zastępcy Prezydenta Bydgoszczy, zastępując na tym stanowisku Rafała Bruskiego, który odebrał nominację na Wojewodę Kujawsko-Pomorskiego w rządzie Donalda Tuska.
Ma żonę Hannę i syna Ignacego (ur. 1998).
Od stycznia 2012 PR Manager przedsiębiorstwa Pojazdy Szynowe Pesa Bydgoszcz. W 2014 bez powodzenia kandydował, jako bezpartyjny kandydat, do sejmiku województwa kujawsko-pomorskiego z listy Platformy Obywatelskiej.
Członek European Association of Communication Directors (EACD).